# Алгабас (Акжаикский район)
Алгаба́с (каз. Алғабас, до 1993 г. — Верхневологино) — село в Акжаикском районе Западно-Казахстанской области Казахстана. Административный центр Алгабасского сельского округа. Код КАТО — 273237100.

## Население
В 1999 году население села составляло 1244 человека (628 мужчин и 616 женщин). По данным переписи 2009 года, в селе проживало 1189 человек (594 мужчины и 595 женщин).